# Udine

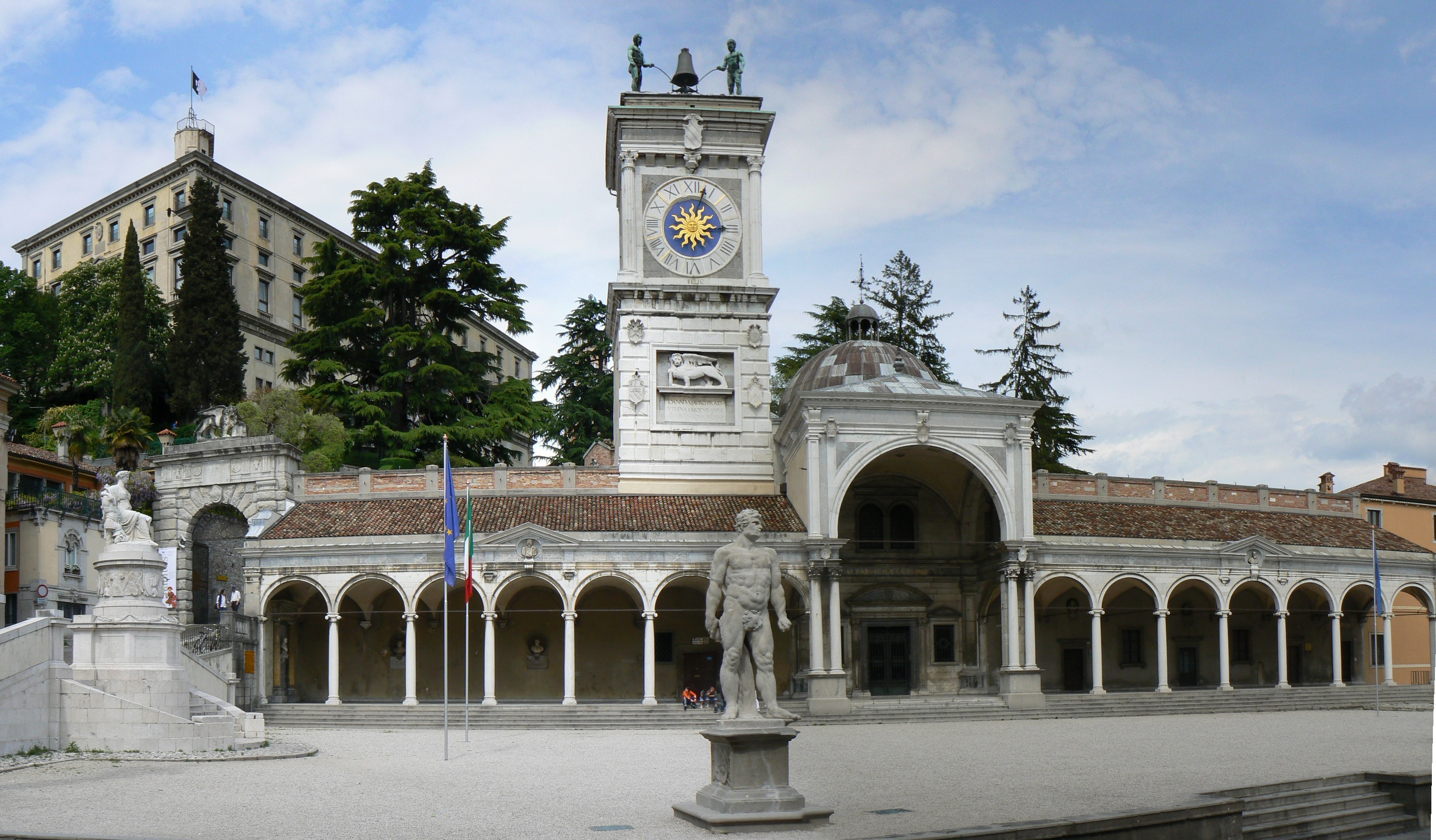
Piazza Libertà cu loggia San Giovanni și Castelul din Udine

Udine (Udin în limba friulană, Videm în limba slovenă, Weiden im Friaul în limba germană) este un oraș în nord-estul Italiei, între Trieste și Veneția, în regiunea Friuli-Venezia Giulia. Are o populație de 96.758 locuitori (conurbație 170.000) (2003).

## Demografie
Udine - evoluția demografică

|  | Graficele sunt indisponibile din cauza unor probleme tehnice. Mai multe informații se găsesc la Phabricator și la wiki-ul MediaWiki. |

Date: Recensăminte sau birourile de statistică - grafică realizată de Wikipedia

## Personalități născute aici
- Francesco Renga (n. 1968), cantautor.